# Glas 1004
La Glas 1004 est une voiture produite par le constructeur allemand Glas à Dingolfing.